# Micrathena jundiai
Micrathena jundiai är en spindelart som beskrevs av Levi 1985. Micrathena jundiai ingår i släktet Micrathena och familjen hjulspindlar. Inga underarter finns listade i Catalogue of Life.